# Суюл, Танос
Суюл Танос (греч. ΘΑΝΟΣ ΣΟΥΓΙΟΥΛ) — греческий киноактёр, один из первых греческих рок-музыкантов, лидер группы Juniors. Погиб в автокатастрофе 10 октября 1965 года.

## Биография

### Первые успехи
Точная дата рождения Таноса неизвестна, причём даже год: разные сайты указывают или 1940 или 1942 год.
Отцом Таноса был знаменитый греческий композитор Михалис Суюл, а его тётей Нелли Суюлдзоглу-Серайдари — одна из первых гречанок-фотографов с международным признанием.
16 ноября 1959 года состоялся дебют Таноса как киноактёра. Он сыграл одну из ролей в фильме Το Ξύλο Βγήκε Απ' τον Παράδεισο	(«Дерево, которое вышло из рая»). Кроме Таноса в этом фильме также дебютировала Али́ки Стамати́на Вуюкла́ки. Фильм был настолько успешен, что в разгар зимы открывались летние кинотеатры, чтобы удовлетворить потребности зрителей. Это один из самых просматриваемых фильмов Греции, поскольку за первые десять лет его посмотрели более десяти миллионов греков, а также большое количество зрителей за 30 лет показа его на телевидении. В этом и последующих фильмах Танос играл молодых бунтарей, что способствовало росту его популярности среди молодёжи.
Среди других кинолент, где играл Танос можно также отметить Κατήφορος (Спуск) вместе с Зои Ласкари, премьера — 2 декабря 1961 года, «Спуск» занял первое место среди 92 фильмов демонстрировавшихся в сезоне 1961—1962 года. Причём на таких сайтах как retrodb.gr в качестве фотографии профиля Таноса используется скриншот именно из этого фильма. Ещё одна заметная кинолента этого времени с участием Таноса — Η Αλίκη στο Ναυτικό (Элис на флоте), вышедшая 20 февраля 1961 года. Первый цветной фильм «Финос Фильм», лидер кинопроката сезона 1960—1961 года, кроме того фильм участвовал к Каннском кинофестивале.
В 1962 году происходит качественный рост Таноса как актёра. Он снимается уже не в «школьных» и «студенческих» комедиях, а в драматических и серьёзных фильмах. Наиболее значимыми оказываются Σκότωσα για το παιδί μου (Я убью любого за своего ребёнка) — фильм вошёл в сотню лучших греческого кинопроката сезона 1961—1962 года (53 место) и Νόμος 4000 (Закон 4000) — фильм вошёл в сотню лучших греческого кинопроката сезона 1962—1963 года (4 место). Благодаря успехам этих и предыдущих фильмов Танос расчитывал в 1963 году получить главные роли и продолжить сниматься в серьёзном кино, однако обстоятельства сложились так что его кинокарьера вернулась к тем же образам и жанрам с которых он начинал, а роли продолжали оставаться хотя и яркими, но всё-таки второго плана. Фильмы по прежнему входили в популярные топ-листы в частности Ο κος πτέραρχος (Мистер Крыло) — 17 место в топ 100 фильмов в сезоне 1963—1964 года и Aliki My Love (Алики — моя любовь) — Самый дорогостоящий фильм того времени в Греции, занял 14 место в топ 100 фильмов сезона 1963—1964 года.
У Таноса появился выбор или остаться актёром второго плана, играя бунтарей в молодёжных комедиях, или попытаться найти себя в других творческих направлениях. В итоге в 1963 он уходит из кинематографа и присоединяется к набирающей популярность греческой рок-группе Juniors.

### Танос Суюл и группа Juniors
Статус и перспективы Juniors в 1963 были неопределёнными. С одной стороны небольшое количество конкурентов (в 1962 году таковыми были только The Forminx, в 1963 к ним присоединились только ΓΑΛΑΞΙΕΣ, Charms и SOUNDS), у группы был известный и активный менеджер и продюсер Никос Масторакис, который не только помогал в организационных вопросах, но и писал тексты для песен, сильный состав музыкантов (Алекос Каракантас был одним из лучших гитаристов своего времени). С другой стороны стиль и жанр группы в отличие от конкурентов были ближе к первым хард-рок группам таким как Yardbirds, что с точки зрения Масторакиса делало группу менее перспективной в коммерческом плане, из-за чего внимание с его стороны «Юниорам» доставалось по остаточному принципу. Следствием этого было отсутствие записей на студии, концертов в крупных залах и малое количество упоминаний в прессе.
После появления в коллективе Таноса Суюля положение в группе начинает быстро и резко меняться. Команда меняет менеджера на Янниса Красудиса, который был другом Таноса, начинает записывать свои песни, появляются контракты на выступления в престижных клубах. Юниоры становятся первой греческой рок-группой у которой появляется сценический костюм и продуманный имидж (тёмные пиджаки с белой окантовкой). Также «Юниоры» начинают активно сотрудничать с прессой, в которой появляются не только статьи о группе, но и постеры, включая постеры с одним Таносом, хотя он не был ни вокалистом, ни основным музыкантом.
Эти и другие преобразования привели к тому что в коллективе сложилась позитивная дружеская обстановка, хотя до этого из «Юниоров» ушло несколько значимых музыкантов. В середине 1960-х годов «Juniors» были одним из самых прочных и сплочённых коллективов в отличие от тех же «Форминкс» или некоторых других проектов прекративших своё существование из-за внутренних разногласий. Из-за того что фамилия Суюл была созвучна с английским словом «Соул» — Таноса часто называли «душой группы».
К концу 1965 из-за плотного графика и частых выступлений у группы накопилась усталость, тем более что предстояли многочисленные рождественские концерты в разных городах. Танос стал настаивать на том что группе необходимо взять паузу и немного отдохнуть. В конечном итоге он добился того, что на 10 октября 1965 года была запланирована вечеринка с участием как самих «Юниоров» так и их друзей. Так как количество желающих оказалось велико — было организовано несколько групп на нескольких машинах. Танос вместе с Яннисом Красудисом и ещё несколькими друзьями отправились первыми, но в условиях плохой видимости и скользкой дороги попали в тяжёлое ДТП. Четверо человек, включая самого Таноса погибли. (Подробнее об аварии и о деятельности группы Juniors см. статью Juniors).
На следующий день после катастрофы прошли похороны погибших. Среди присутствовавших можно отметить как известные афинские рок-группы такие как The Forminx, The Charms и The Stormies, так и английскую рок-группу, возглавляемую Эриком Клэптоном. Гибель Таноса спровоцировала волну публикаций в греческой прессе с критикой дорожных строителей, которые часто пренебрегали элементарными нормами безопасности (например, опасные объекты на дороге в виде «островков» с деревьями должны были быть обнесены защитными сетками или сопровождаться иными пассивными мерами безопасности), из-за чего аварии, подобные той, в которой погиб Суюл и его друзья, в Греции были рядовым событием.
Через неделю в кинотеатре Terpsithea прошёл концерт памяти Таноса Суюла на котором Juniors выступили вместе с Эриком Клэптоном, Эрик заменил травмированного в той же аварии в которой погиб Танос — Алекоса Каракантоса. По некоторым данным, на этом концерте побывало до 10000 человек, что для небольшой и консервативной Греции было очень большой цифрой, хотя некоторые историки и считают эту количество несколько завышенным.
Даже потеря двух ключевых музыкантов не привела к распаду группы. В середине 1966 года уходит в армию ещё один ключевой музыкант — Цимис Дайс, но группа перед своим расформированием успевает записать сингл «Потерянный друг», посвящённый памяти Таноса Суюла.
Танос Суюл стал первым из известных греческих рок-музыкантов, погибший из-за несчастного случая.